# Piano-pédalier
Ne doit pas être confondu avec Pédale (piano).
 (août 2013).
Si vous disposez d'ouvrages ou d'articles de référence ou si vous connaissez des sites web de qualité traitant du thème abordé ici, merci de compléter l'article en donnant les références utiles à sa vérifiabilité et en les liant à la section « Notes et références ».

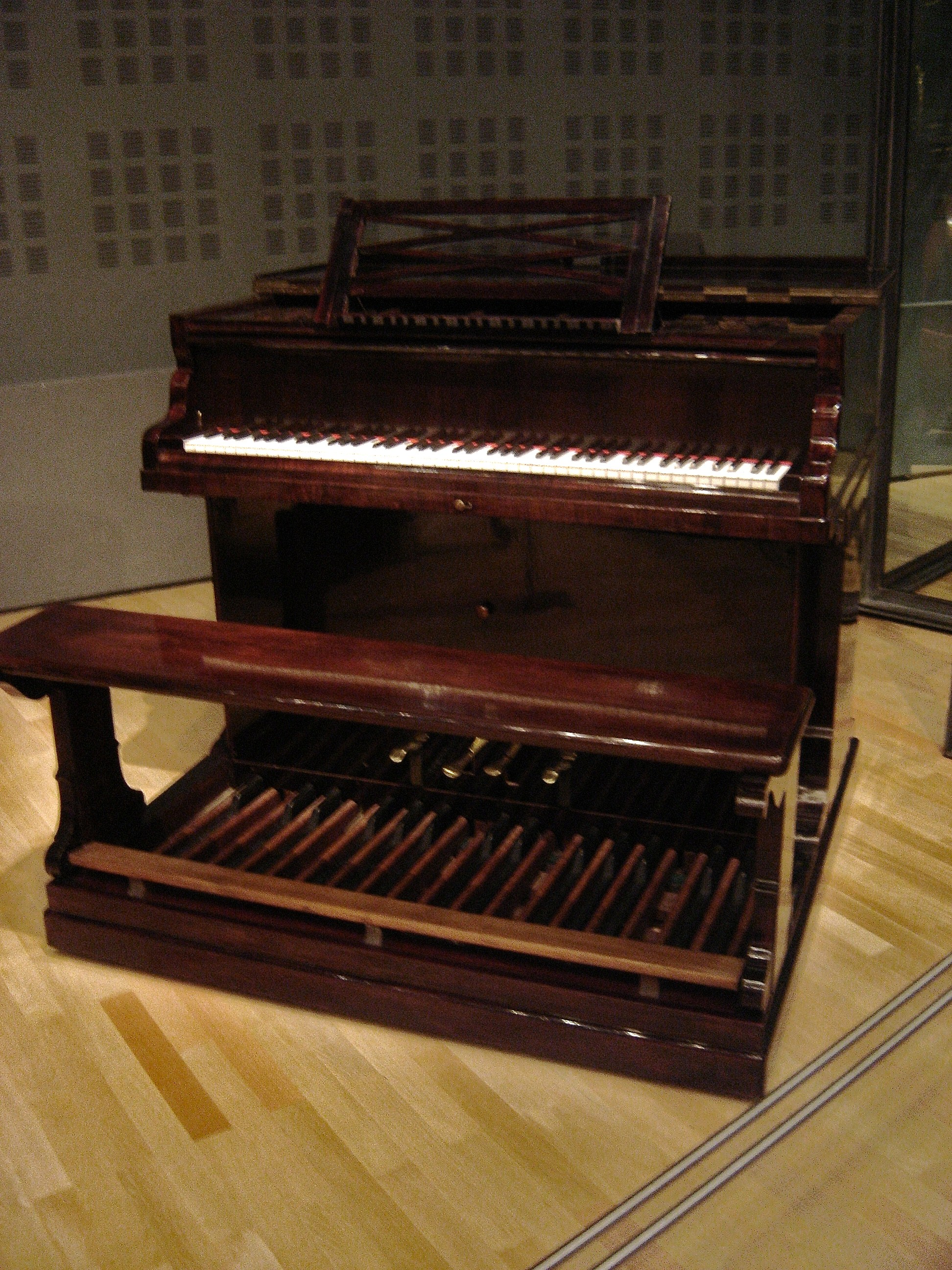
Piano-pédalier Érard de 1853, Paris, Musée de la Musique.

Un piano-pédalier est un piano équipé d'un pédalier comme celui de l'orgue, dont les marches actionnent les notes les plus graves du clavier par un système de tirasse ou bien des cordes propres, le plus souvent placées dans une caisse de résonance spécifique. 

## Principe
Il permet de jouer certaines notes sans avoir recours à une soufflerie, mais par simple dispositif mécanique, les pédales enfonçant les touches du piano. En cela, cet instrument est l'héritier du clavicorde à pédalier ou du clavecin à pédalier. C'est effectivement de ces instruments plus anciens et moins complexes que dérive le piano à pédalier, instruments qui ont autrefois beaucoup servi aux organistes pour travailler sans mobiliser un souffleur (avant l'électricité qui a mécanisé les souffleries) mais qui ont également donné lieu à des pièces composées spécifiquement pour l'instrument, aujourd'hui souvent jouées à l'orgue : les sonates en trio de Bach en sont un exemple particulièrement remarquable.

## Histoire
Il est présenté au public lors de la toute première Exposition universelle de 1851 par la maison Érard.
En vogue à la fin du XIXe siècle, Liszt, Alkan, Charles Gounod, Schumann et Saint-Saëns (2e concerto pour piano) ont composé pour le piano-pédalier. C'est surtout Alkan qui compose pour cet instrument : parmi ces nombreux morceaux on peut citer le Benedictus op. 54 et les Douze études pour piano à pédalier. Alkan avait en sa possession le fameux piano à pédalier, qui lui avait été prêté par la maison Érard ; à sa mort, le piano à pédalier tombe petit à petit en désuétude. La maison Érard récupère son piano et en fait don en 1971 au Musée de la Musique de Paris[source insuffisante].
En 2001, le facteur de pianos Luigi Borgato conçoit un nouveau type de piano-pédalier, le « Double Borgato ». Ce piano-pédalier ne consiste pas en un instrument à une seule caisse de résonance muni d'un pédalier en tirasse 16 ou 8 pieds mais est constitué de deux pianos superposés : l'un, piano à queue normal avec un clavier manuel de 88 touches ; l'autre placé au ras du sol se joue avec les pieds et, à la différence du pédalier d'orgue qui ne comporte au maximum que 32 notes de Do-1 à Sol-3, offre une plus grande étendue de 37 notes, du La-0 au La-3. C'est le compositeur, organiste et pianiste Jean Guillou qui a inauguré ce nouveau piano-pédalier en 2002 et a réalisé le premier enregistrement mondial, réhabilitant les œuvres écrites pour cet instrument au XIXe.
En 2011, à son tour, Olivier Latry, organiste à la cathédrale Notre-Dame de Paris et professeur au Conservatoire national supérieur de musique et de danse de Paris, enregistre un disque sur le piano-pédalier Érard de 1853 du musée de la musique.
En 2012, le jeune pianiste Jean Dubé enregistre également un disque sur piano-pédalier ancien comprenant des œuvres de Schumann, César Franck, Alkan et Liszt. Parallèlement, le pianiste Roberto Prosseda donne depuis 2011 une série de concerts sur piano pédalier moderne. Ce dernier musicien utilise actuellement un système mis au point par le facteur d'orgue italien Pinchi, permettant de former, à partir de deux pianos à queue quelconques, un piano-pédalier par action directe d'un pédalier sur les touches du clavier du second piano auquel on aura préalablement ôté les pieds. Ce système, aisément transportable et rapide à installer, permet au pianiste de se produire dans toute salle de concert pourvue de deux pianos aux sonorités mutuellement compatibles. Il permet au pianiste de disposer, au choix, de sons de 16, 8 et 4 pieds combinables entre eux.